# Tiro libero (calcio a 5)

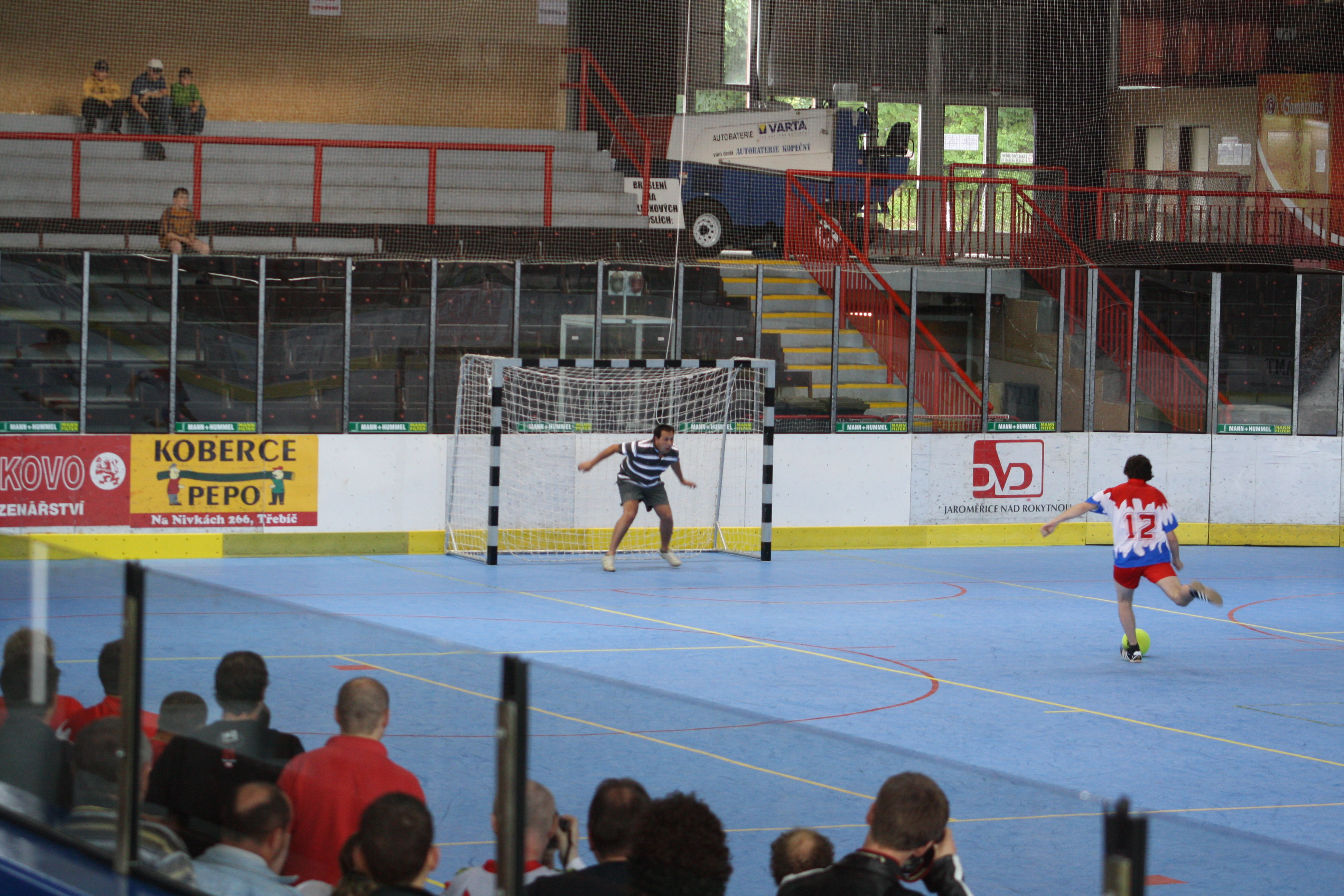
Un calciatore esegue un tiro libero durante una gara di calcio a 5.

Il tiro libero è la ripresa di gioco utilizzata nel calcio a 5 a partire dal sesto fallo cumulativo, commesso da una squadra, durante ciascun periodo di gioco. È disciplinato dalla Regola 13 del Regolamento del Gioco del Calcio a 5.

## Falli cumulativi
I falli cumulativi sono tutte le infrazioni passibili di calcio di punizione diretto, commesse da un calciatore titolare o da un calciatore di riserva che non ha eseguito correttamente la procedura della sostituzione, sul terreno di gioco e a pallone in gioco. Durante ogni periodo di gioco gli arbitri tengono conto del numero di falli cumulativi commessi per squadra, ed assegnano semplicemente un calcio di punizione diretto per i primi cinque falli cumulativi commessi da ogni squadra. A partire dal sesto fallo cumulativo commesso viene accordato, alla squadra avversaria di chi commette il fallo, un tiro libero anziché un calcio di punizione.
Al termine del primo periodo di gioco i falli cumulativi commessi sono azzerati e all'inizio del secondo tempo il conto ricomincia da capo; se però devono giocarsi i tempi supplementari, il conto non si annulla e i falli cumulativi commessi durante i tempi supplementari sono aggiunti al computo di quelli commessi durante il secondo periodo di gioco.

## Esecuzione
Il calciatore che esegue il tiro libero deve essere debitamente identificato, dagli avversari e dagli arbitri. Il portiere avversario dovrà restare nella propria area di rigore ad almeno 5 metri dal pallone; i suoi compagni non potranno formare una barriera per ostacolare il tiro. Il pallone è posizionato sul punto del tiro libero, a 10 metri dalla porta. Inoltre tutti i calciatori, ad esclusione del tiratore e del portiere difendente, devono posizionarsi:
- all'interno del rettangolo di gioco;
- all'esterno dell'area di rigore;
- dietro la linea del pallone[2];
- ad almeno 5 metri dal pallone.

Il tiratore deve calciare il pallone con l'intenzione di segnare una rete, e quest'ultimo è in gioco non appena è calciato e si è mosso in avanti. A eccezione del portiere difendente e del tiratore, nessun altro calciatore può toccare il pallone prima che lo stesso sia stato toccato dal portiere difendente, sia rimbalzato dai pali o dalla traversa o sia uscito dal rettangolo di gioco.
Se una squadra commette il sesto fallo cumulativo nella propria metà del rettangolo di gioco, fra la linea immaginaria passante per il punto del tiro libero e la propria linea di porta, ma all'esterno della propria area di rigore, la squadra avversaria potrà scegliere se eseguire il tiro libero dal punto del tiro libero o dal punto in cui è stato commesso il fallo.

## Infrazioni e sanzioni
Il tiratore non deve toccare nuovamente il pallone, una volta che questo entra in gioco, prima che lo stesso sia toccato da un altro calciatore. Se ciò avviene, un calcio di punizione indiretto sarà accordato alla squadra avversaria dal punto del contatto. Se però il pallone viene toccato con le mani, un calcio di punizione diretto sarà accordato alla squadra avversaria. Uguale sanzione se il pallone viene toccato da un calciatore, diverso dal tiratore e dal portiere, prima che questo sia rimbalzato dai pali, dalla traversa o dal portiere o sia uscito dal rettangolo di gioco.
Se il tiratore non calcia con l'intenzione di segnare una rete, il gioco sarà interrotto e sarà ripreso con un calcio di punizione indiretto, in favore della squadra avversaria, dal punto in cui è stata commessa l'infrazione.

## Altre caratteristiche
Se il pallone entra in contatto con un elemento estraneo durante la sua traiettoria verso la porta, il gioco sarà interrotto e il tiro libero sarà ripetuto; ma se il contatto avviene dopo che il pallone è rimbalzato sul rettangolo di gioco avendo toccato un palo, la traversa o il portiere, il gioco sarà ripreso con una rimessa da parte degli arbitri dal punto in cui è avvenuto il contatto.
La gara deve essere prolungata per consentire l'esecuzione di un tiro libero, se questo viene accordato proprio allo scadere del tempo.

## Regole ulteriori
- Il portiere può muoversi liberamente durante l'esecuzione di un tiro libero, in qualsiasi direzione, purché resti ad almeno di 5 metri dal pallone e all'interno della propria area di rigore;
- Dopo il fischio di esecuzione di un tiro libero, l'arbitro inizierà a contare in silenzio i 4 secondi, se l'esecuzione del tiro avviene dopo questo tempo, si provvederà a dare un calcio di punizione indiretto.